# Nachal Ejn Kerem
Nachal Ejn Kerem (hebrejsky: נחל עין כרם) je vádí v Judských horách v Izraeli.
Začíná v nadmořské výšce okolo 800 metrů v západní části Jeruzaléma, jižně od Herzlovy hory. Směřuje pak k západu prudce se zahlubujícím údolím se zalesněnými svahy. Na jižní straně od něj stojí městská čtvrť Kirjat ha-Jovel, na severu je to areál památníku Jad Vašem. Pak vádí ze severu míjí historickou vesnici Ejn Kerem (nyní městská část Jeruzaléma) a nedaleký areál nemocnice Hadasa Ejn Kerem na úbočích hory Har Ora. Ústí zleva do potoka Sorek na východním úpatí hory Har Cheret.